# Dominique Le Glou
 Dominique Le Glou, né en 1950, est un journaliste français ayant travaillé pour le groupe France Télévisions. Il commence sa carrière au Miroir du Cyclisme en janvier 1980 puis il rejoint Antenne 2 le 1er juillet 1980 comme rédacteur puis chef de rubrique et rédacteur en chef à partir de 1999. Il prend de façon anticipée sa retraite le premier juillet 2012.

## Biographie
Il est chroniqueur football à Stade 2 à partir de 1980, puis responsable du secteur football pour Stade 2 ensuite nommé coordinateur général du football sur France Télévision en remplacement de Bernard Père. Il exerce pendant neuf ans le métier de rédacteur en chef avant de revenir au terrain pour les quatre dernières années de sa vie professionnelle où il réalise ses carnets de route sur le Tour de France et sur le Paris-Dakar, version Sud-Américaine.
Il suit six Coupes du monde et huit championnats d'Europe et couvrit six Jeux olympiques. Sa carrière est récompensée par deux micros d'Or, l'un sur Mustapha Badid, Mouss le crabe, en 1988 et l'autre pour un portrait d'un footballeur sierra-leonais amputé d'une jambe, Vivre debout en Sierra Leone en 2007.

## Écrits
- Mouss avec Mustapha Badid, J.-C. Lattès, 1992.
- Préface de La France tout un monde, Mohand Ouahrani, Le Cherche Midi, 2002.
- Le journaliste sportif, un marginal ?, Henri Weil (dir), p. 146-47, in Journaliste des mots et des doutes, Privat, 2005.
- Je les ai tant aimés, Les Editions Cogito ergo sum, 2016.